# سهیل صابر
سهیل صابر (انگلیسی: Suhail Saber؛ زادهٔ ۱ ژوئن ۱۹۶۲) بازیکن فوتبال اهل عراق بود.
از باشگاه‌هایی که در آن بازی کرده‌است می‌توان به باشگاه ورزشی الطلبه اشاره کرد.
وی همچنین در تیم ملی فوتبال عراق بازی کرده‌است.